# 高橋勝
高橋 勝（たかはし まさる、1943年6月27日 - 没年不明）は、日本のプロデューサー。大分県出身。大分県立津久見高等学校卒。
日本映画監督協会会員、日本アカデミー賞協会会員、映像三団体連絡会会員、日本映画テレビプロデューサー協会元会員。

## 経歴
三洋映画（記録映画）、円谷プロダクション（特撮映画中心）、宣弘社（子供向けドラマ）、C.A.L（時代劇）の助監督を経てC.A.L、フジテレビ制作『浮世絵・女ねずみ小僧』の作品から28歳で監督に昇進。
21歳の若さでピンク映画『肉の炎』を脚本・監督。宣弘社制作の特撮作品『光速エスパー』の監督も手掛けている。1984年に『旅芝居行進曲』で一般映画を初監督（兼脚本）、翌1985年に落合恵子原作の『夏草の女たち』を監督。同作は製作発表時には原作と同じ『東中野ハウスの夏』の題名が告知されていた。同作は配給が決まらず、公開は1987年になった。
飯塚芳郎監督作品の『黄金バット』が電通出身のプロデューサー宮本進によって世に送り出される。
小野田嘉幹、篠田正浩、市川崑に師事。監督昇進後、C.A.L、三船プロダクション、アズバーズを経て1991年10月14日、株式会社シーユーシー（テレビ・映画製作会社）を設立。後に同社代表取締役顧問に就任している。
日本映画テレビプロデューサー協会会員だったが2017年11,12月号の会報で退会が報告された。時期は不明だが会員である日本映画監督協会公式サイトでは物故者となっている。

## 作品リスト

### テレビ番組

#### フジテレビ
- 浮世絵 女ねずみ小僧（監督）【第10回ギャラクシー賞（21・期間選奨）】
- 木枯し紋次郎（監督）【第10回ギャラクシー賞（21・期間選奨）】
- 木曽街道いそぎ旅（監督）
- 八州犯科長（監督）
- 戦国ロック はぐれ牙（監督）
- ご存知 女ねずみ小僧（監督）
- 月曜ドラマランド（監督・プロデュース多数）
- 8年間にわたり、おニャン子クラブ、アイドル、新人監督、脚本家の育成。
  - 輩出されたアイドル…工藤夕貴、石野陽子、南野陽子、佐野量子、中山美穂、中原理恵、少年隊、男闘呼組、おニャン子クラブ、早見優、小泉今日子、中森明菜、など。
- ロボット8ちゃん（監督）
- バッテンロボ丸（監督）
- 金曜女のドラマスペシャル（2時間単発ドラマ・監督&プロデュース）
- 男と女のミステリー（2時間単発ドラマ・監督&プロデュース）
- 金曜ドラマシアター（2時間単発ドラマ・監督&プロデュース）
- 金曜エンタテイメント（2時間単発ドラマ・監督&プロデュース）
- 木曜ドラマストリート（2時間単発ドラマ・監督&プロデュース）
- 殺人よこんにちは
- あいつと私
- ときめきざかり

#### TBS
- ウルトラマンタロウ（監督&特殊技術）
- 月曜ドラマスペシャル（監督&プロデュース）
- ドラマ23（監督プロデュース）
- ドラマチック22（監督プロデュース）
- ナースステーション（プロデュース）
- 鎌倉恋愛委員会（プロデュース）
- 金曜テレビの星!（プロデュース）
- 天使のように生きてみたい（プロデュース）

#### テレビ朝日
- 火曜ミステリー劇場（三毛猫ホームズシリーズ他2時間単発ドラマ・監督プロデュース）
- 三本足の名盲導犬・サーブ愛の物語（監督）【動物愛護協会優秀作品賞】
- 真夜中は別の顔（プロデュース）
- 大空港'92（プロデュース）
- 新春サスペンススペシャル・血族（プロデュース）
- 新空港物語（プロデュース）
- 土曜ワイド劇場（プロデュース多数）
- 東京大学物語（プロデュース）
- 外科医柊又三郎（プロデュース）
- 小児病棟・命の季節（プロデュース）
- 三毛猫ホームズの推理（プロデュース）
- 外科医柊又三郎2（企画制作協力）
- 三毛猫ホームズの黄昏ホテル（プロデュース）
- 凄絶!嫁姑戦争 羅刹の家（プロデュース）
- プリズンホテル（プロデュース）
- 笑ゥせぇるすまん（プロデュース）
- OLヴィジュアル系P1.P2（プロデュース）

#### 日本テレビ
- 光速エスパー（特撮監督）
- 欲望（監督）
- キャッツ・アイ（監督）
- 土曜スーパースペシャル（プロデュース）
- 木曜スペシャル（プロデュース）
- 奇跡のロマンス（プロデュース）
- サイコドクター（プロデュース）

#### 東海テレビ
- 欲望の河（監督）

#### 読売テレビ
- 丹下左膳（市川崑と共同演出）
- かんざしお艶（監督）
- 怒れ兄弟!（監督）
- 危険な関係（監督）
- 彼女の嫌いな彼女」（プロデュース）
- のんの結婚（プロデュース）
- 俺たちに気をつけろ（プロデュース）

#### 関西テレビ
- コードナンバー108 7人のリブ（監督）
- 青春女ねずみ小僧（監督）
- 花王ファミリースペシャル・板東英二・七転八起の人生

#### テレビ東京
- 大江戸捜査網（監督）
- 柳生十兵衛（監督）
- 新・木枯し紋次郎（監督）
- ザ・スーパーガール（監督）
- ミラクルガール（監督）
- 蒼い記憶（プロデュース）
- 青い経験（プロデュース）
- 青い衝撃（プロデュース）
- 天竜・伊那殺人渓谷（プロデュース）

#### 毎日放送
- 隠し目付参上（監督）
- 江戸特捜指令（監督）

#### スカイパーフェクTV!
- 上海メディア紀行
- Get at アイドル

### CM
- セブンアップ
- エースコック
- 水上温泉（コマーシャル監督）

### 映画

#### 監督作品
- 肉の炎
- 旅芝居行進曲
- 夏草の女たち

#### プロデュース作品
- 私は地球
- 不機嫌な果実
- SADA〜戯作・阿部定の生涯【ベルリン国際映画祭/国際批評家連盟賞受賞】
- 三毛猫ホームズの推理」
- 三毛猫ホームズの黄昏ホテル
- モーニング刑事。抱いてHOLD ON ME!
- 漆器
- HOME SWEET HOBOKEN（アメリカ映画）【スラムダンス映画祭・最優秀作品選奨】【ヒューストン映画祭】出品

#### 企画・製作協力作品
- 俺は、君のためにこそ死ににいく